# Quendale

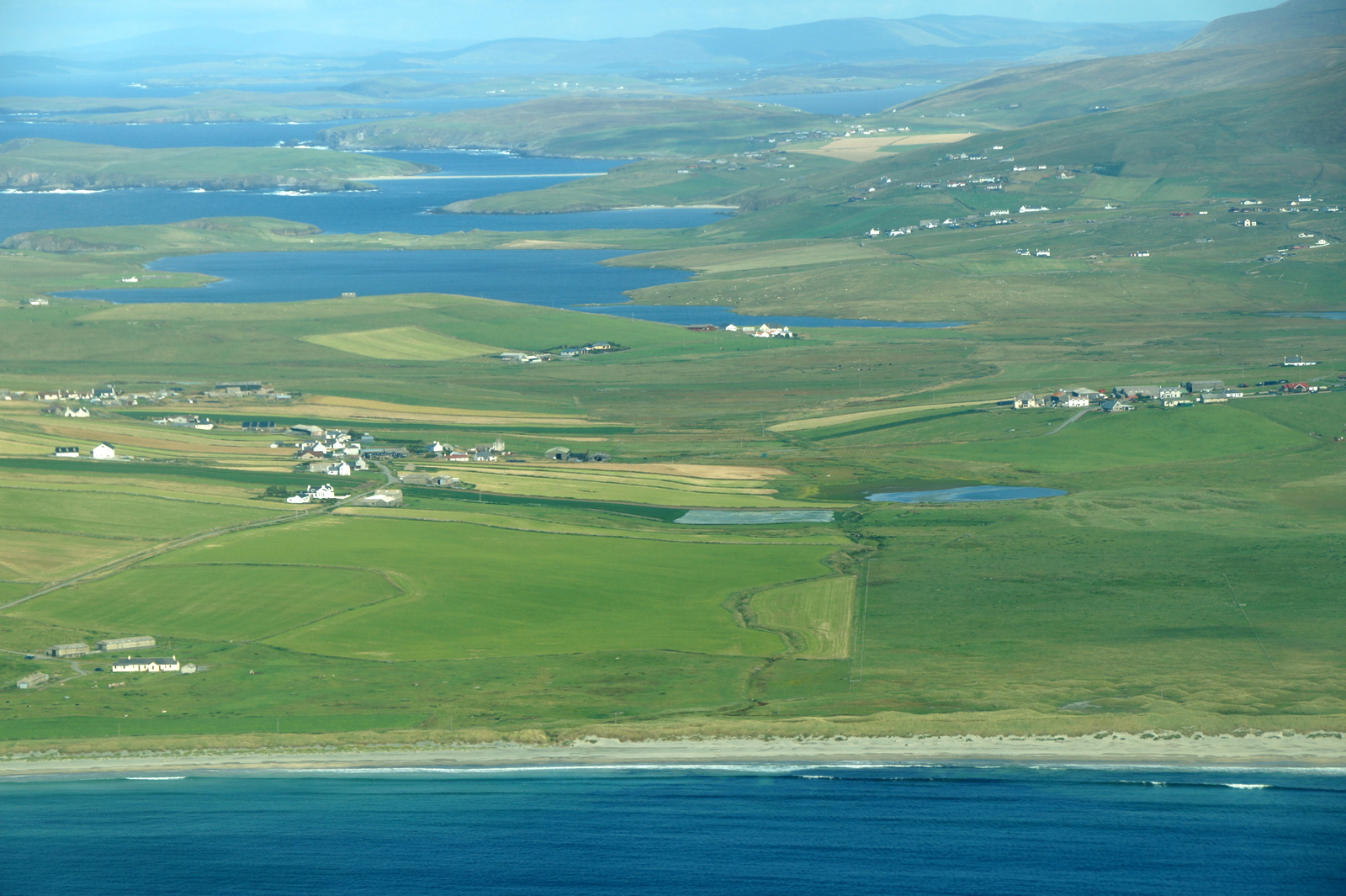
Quendale und Hillwell aus der Luft

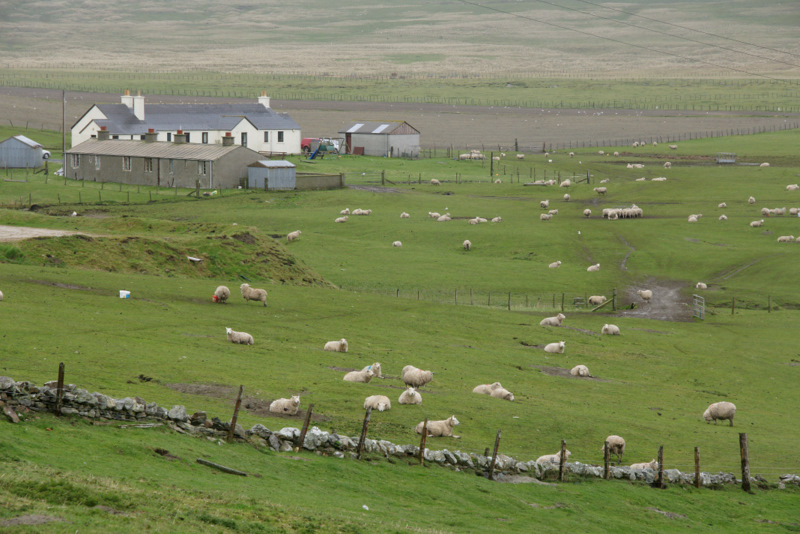
Bauernhof in Quendale

Quendale ist eine Ortschaft, die in Schottland im Süden der Shetlandinseln liegt.

## Geographie
Quendale liegt im Südwesten von Mainland im ländlichen Raum um Dunrossness am nördlichen Ufer der Bucht Bay of Quendale. Nach Hillwell ist es einen Kilometer im Norden, zum Flughafen Sumburgh drei Kilometer im Südosten.

## Historisches
Im Rahmen der historischen Gliederung Schottlands in Civil Parishes zählt Quendale zu Dunrossness.
Zwei Bauwerke wurden als Listed Building in unterschiedlichen Kategorien eingestuft. Diese sind die Mühle Quendale Mill sowie das Haus Quendale Haa.